# ヤコフ・フリエール
ヤーコフ・ヴラディーミロヴィチ・フリエール（ロシア語: Я́ков Влади́мирович Флие́р；英語: Yakov Vladimirovich Flier、1912年10月21日 モスクワ州オレーホヴォ＝ズーイェヴォ - 1977年12月18日 モスクワ）は、ソビエト連邦のピアニスト・音楽教師。姓のラテン文字転写については、 Fliere もしくは Fliyer とする場合もある。

## 経歴
出生から修学期

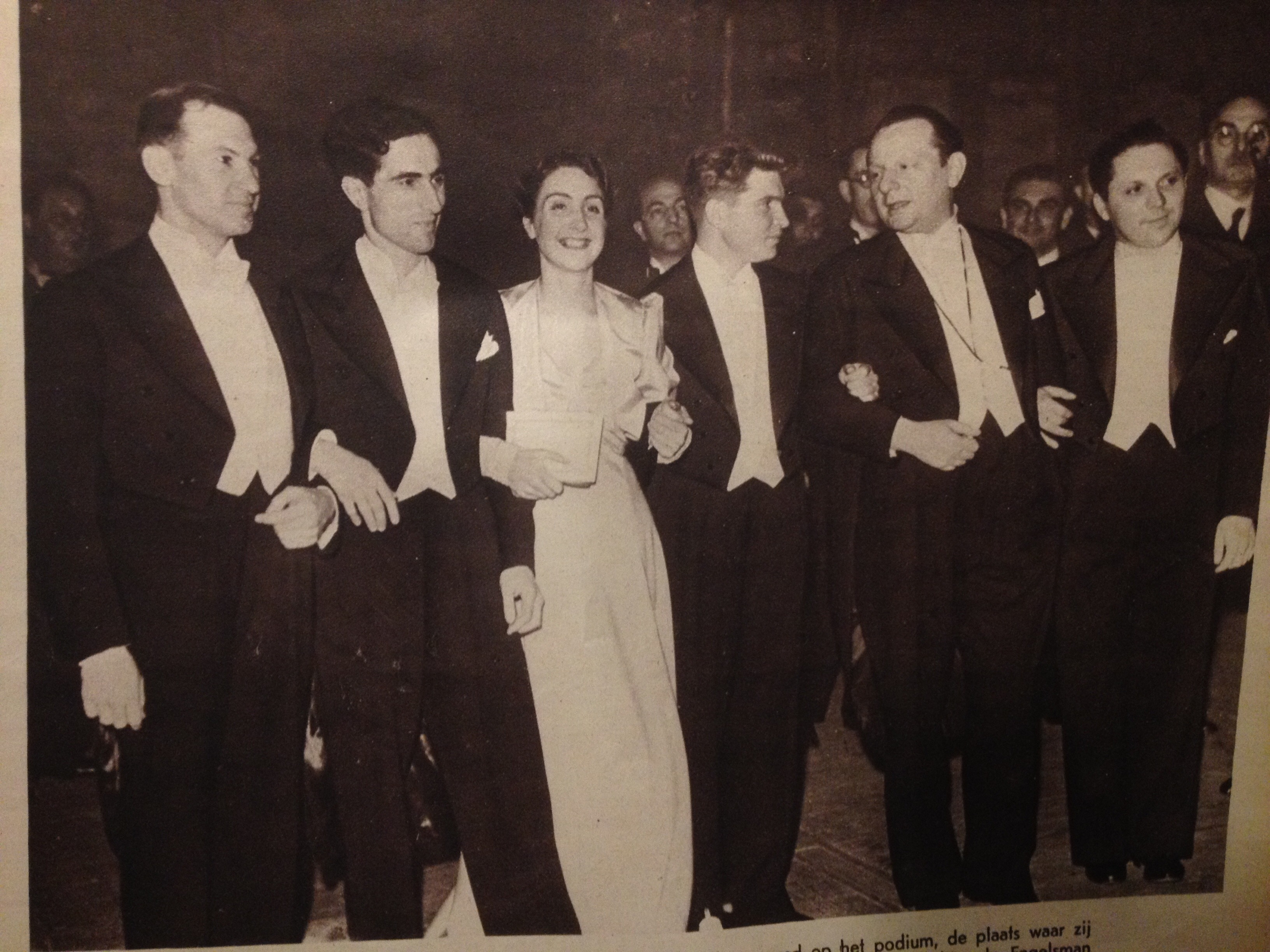
左からDossor、フリエール、Johnstone、エミール・ギレリス、アンドレ、Dumortier

1912年、モスクワ州オレーホヴォ＝ズーイェヴォでユダヤ人家庭に生まれた。1923年までS.N.コルサコフにピアノを学び、同1923年よりモスクワに居住し、モスクワ音楽院のピアノ科で学んだ。1934年に卒業し、同音楽院研究科で1937年までコンスタンチン・イグームノフの下で学んだ。
ピアノ奏者として
1935年からモスクワ・フィルハーモニーのソリストとして国内外で演奏した。活発な音楽活動を行い、1930年代までにロシアで最も著名な演奏会ピアニストであった。コンクールへの出場としては、1936年にウィーンで行われた国際コンクールに出場して優勝した。その際の2位はエミール・ギレリスであった。1938年にはブリュッセルで行われたイザイ国際コンクールに出場し、3位となった。この時はギレリスが優勝した。1949年には手の故障によりソロ演奏活動を停止し、室内アンサンブルの演奏に限定した。しかし、1959年には再び出演もしている。
1960～1970年、ベルギー、チェコスロバキア、ハンガリー、日本、イギリス、フランスなど多くの国で演奏を行った。
教育者としては、1937年から母校のモスクワ音楽院で教えており、1945年に教授昇格。1965年からはピアノ部門の責任者であった。
1977年にモスクワで死去。墓はツンツェフスク墓地にある。

## 受賞・栄典
- 1936年：ウィーン国際コンクール優勝
- 1938年：イザイ国際コンクール3位

## 演奏ならびに演奏活動について
シューマンやショパン、リスト、ラフマニノフなど専らロマン派音楽の演奏家であったが、それでも同時代のソ連の音楽、例えばハチャトゥリアンの《ピアノ協奏曲》や、とりわけカバレフスキーの作品を演奏している。
同世代のエミール・ギレリスとは互いに好敵手であった。1960年代から1970年代にかけて西欧でも演奏するようになった。

### 指導学生
長年にわたって後進を指導し、多くの後進を育てた。指導を受けた著名な学生には以下がいる。
- レフ・ヴラセンコ（英語版）
- イルゼ・グラウビン
- ロディオン・シチェドリン
- レジーナ・シャムヴィリ
- マーク・ズェルツェル（英語版）
- ベラ・ダヴィドヴィチ
- ミハイル・ファエルマン
- ヴラジーミル・フェルツマン
- ミハイル・プレトニョフ
- ヴィクトリア・ポストニコワ
- セルゲイ・ムサエリャン（英語版）
- ムーザ・ラベッカ
- エフゲニー・ルジャノフ（ロシア語版）
- ショシャナ・ルディアコフ（英語版）

## 家族・親族
- 父：ウラジミール・ミハイロヴィチ・フリエールは時計職人。
- 母：エリザベータ・ラザレヴナ・フリエール
- 息子：アンドレイ・フリエール（ロシア語版）は芸術学者・文化学者。